# 三宅隆太
三宅隆太（みやけ りゅうた、1972年 - ）は日本の脚本家、映画監督、スクリプトドクター、心理カウンセラー。

## 人物
東京藝術大学大学院講師、JVTA日本映像翻訳アカデミー講師。日本シナリオ作家協会会員。日本推進カウンセラー協会会員。
大学在学中より若松プロダクションにて助監督としてスタートし、のちにフリーの撮影・照明スタッフとなる。
TBSラジオ「ライムスター宇多丸のウィークエンド・シャッフル」2011年8月13日の放送で大手製菓メーカーブルボンの熱烈な愛好者であることを告白した。
自分の人生に影響を与えた映画として『ブロードキャスト・ニュース』を挙げ、この作品の中でホリー・ハンターの演じたジェーンが自分の分身のように感じられ、やや前向きなラストで自分も救われたと述懐した。

## 主な作品
- 短編映画　風のない部屋（1993）：脚本・監督・撮影・照明・編集・現像（ゆうばり国際ファンタスティック映画祭95オフシアター部門 審査員特別賞受賞）
- 短編映画　ひぐらしの午後（1996）：脚本・監督・撮影・編集
- 短編映画　鎌倉へ行こう（1996）：共同脚本・共同監督・共同撮影・共同編集・出演
- 映画　ニューロマンティック（1996）：撮影・照明
- 短編映画　ナイトウォッチ（1997）：脚本・監督・撮影・照明・編集
- 短編映画　宇宙のりんかく（1997）：撮影助手
- 恋、した。（テレビ東京 1997)
  - 『花椿の秘密』（出演：伊藤裕子、中村獅童、田口トモロヲ、小日向文世 ほか) ：撮影キャメラオペレーター
  - 『千話喧嘩』（出演：粟田麗、はしのえみ、田口トモロヲ ほか) ：照明ガファー
- 短編映画　みちくさ日和（1997)：脚本・監督・編集（日本映画製作者協会主催 日映協フィルムフェスティバル'98 学生監督部門 年間優秀作品）
- 短編映画　Block Plan- 脚本療法（1998）：照明ガファー
- 短編映画　Block Plan- 三原雄三（1998）：照明ガファー
- 短編映画　Block Plan- 心霊100連発　なくしもの（1998）：脚本・監督・編集
- 短編映画　Block Plan- CUT（1998）：制作担当
- 短編映画　Block Plan- 万事快調（1998）：照明ガファー
- PV　山下久美子／FOUR SEASONS（EMIミュージック 1998）：制作進行、Vパート撮影
- PV　想い出波止場／Vuoy（P-VINE 1998）：撮影
- PV　いとうゆうこ／がんじがらめ（ニュートーラス 1998）：撮影助手
- PV　井上昌己／あのひと（ニュートーラス 1998）：撮影
- PV　いとうゆうこ／フォークソング（ニュートーラス 1998）：照明
- PV　ケイ・ウンスク／人魚伝説（ニュートーラス 1998）：照明ガファー
- PV　ジェニジェニ／本日開店！（バンダイミュージック 1998）：監督
- PV　井上昌己／哀しいひと（ニュートーラス 1998）：監督
- PV N・E・W・S／NEWS（1998）：撮影
- PV　山本光洋／I am KOYO（1998）：撮影
- メイキング・オブ・夫婦善哉東男京女〜勝新太郎特別公演（勝プロダクション 1999）：撮影
- 映画　飛ぶは天国、もぐるが地獄（若松プロダクション 1999)：脚本（出口出名義)・撮影
- 天然ビデオ萬〜Making of 天然少女 萬（ポニーキャニオン 1999)：撮影
- 金曜エンタテイメント ほんとにあった怖い話 （フジテレビ 1999) 
  - 『白昼のベル』（出演：稲垣吾郎、佐藤仁美 ほか) ：脚本
  - 『社内怪報』（出演：杉本哲太、大路恵美 ほか) ：脚本
- 映画　首吊り気球〜伊藤潤二恐怖コレクション (オメガプロジェクト 2000)
  - 『屋根裏の長い髪』（出演：馬渕英俚可、藤村ちか ほか)：脚本・監督
- 金曜エンタテイメント ほんとにあった怖い話2 （フジテレビ 2000)
  - 『オープニング〜メリーさん』（出演：黒澤優 ほか) ：脚本
  - 『もうひとりの私』（出演：窪塚洋介、石田ゆり子 ほか) ：脚本
  - 『十二日間の悪夢』（出演：仲村トオル、須藤理彩 ほか) ：脚本
- 学校の怪談〜春の物の怪スペシャル（関西テレビ 2001)
  - 『何かが憑いている』（出演：池脇千鶴、平山あや、宮崎美子 ほか)：脚本
- 映画　案山子 KAKASHI（2001)：脚本（ゆうばり国際ファンタスティック映画祭2001 ファンタランド国王賞受賞）
- 火曜時代劇〜怪談百物語（フジテレビ 2002)
  - 『雪女』（出演：松雪泰子、萩原聖人、竹中直人 ほか)：脚本
  - 『狼男』（出演：窪塚洋介、奥田瑛二、水川あさみ、平田満、竹中直人 ほか)：脚本
- コミック　ほんとにあった怖い話　開眼・少年編（朝日ソノラマ 2002）原作・脚本
- コミック　ほんとにあった怖い話　開眼・青年編（朝日ソノラマ 2002）原作・脚本
- コミック　あなたは知らない〜おじいちゃんの家（角川コミック 2002）原作・脚本
- 怪談新耳袋 第一シリーズ（BS-TBS 2003)
  - 『修学旅行』（出演：栗田梨子 ほか)：脚本・監督
  - 『電車』（出演：有坂来瞳、石橋けい ほか)：脚本・監督
  - 『背広返し』（出演：小橋めぐみ、岡本信人 ほか)：脚本・監督
- ケータイ刑事 銭形舞（BS-TBS 2003)
  - 『闇の暗殺者〜皆殺しの砦殺人事件』（出演：堀北真希・山下真司 ほか)：脚本
  - 『金利手数料は当方が負担します！通販番組殺人事件』（出演：堀北真希・山下真司 ほか)：脚本
- 春の恐怖ミステリー ほんとにあった怖い話（フジテレビ 2003)
  - 『闇からの電話』（出演：えなりかずき、綾瀬はるか ほか)：脚本
- 愛と不思議と恐怖の物語（関西テレビ 2003)
  - 『瀕死体験』（出演：田中要次、田島令子 ほか)：脚本・撮影
- 金曜エンタテイメント ほんとにあった怖い話3（フジテレビ 2003)
  - 『憑かれた家』（出演：ユースケ・サンタマリア、三浦理恵子 ほか)：脚本
- ケータイ刑事 銭形泪（BS-TBS 2004)
  - 『泪と五代の張り込み大作戦！〜一億円消失事件』（出演：黒川芽以、山下真司 ほか）：脚本
  - 『怪奇！蘇ったツタンカーメンのご近所さん！ 〜ミイラ男の呪い殺人事件』（出演 : 黒川芽以、山下真司 ほか）：脚本
  - 『おーっほほほほほほほ！〜お犯人はアナタお殺人お事件』（出演：黒川芽以、草刈正雄 ほか）：監督
  - 『よっ！座布団一枚！〜人気落語家殺人事件』（出演：黒川芽以、草刈正雄 ほか）：脚本
- PS2ゲーム　レガシー・オブ・ケイン／ソウルリーバー2（アイドス・インタラクティブ 2004）
  - 『オープニングムービー＆ドラマパート』：脚本
- ほんとにあった怖い話 レギュラー版〜ファーストシーズン（フジテレビ 2004）（アジアン・テレビジョン・アワード2004 ドキュメンタリー・ドラマ部門 最優秀賞受賞）
  - 『死ねばよかったのに』（出演 : 田中哲司 ほか）：脚本
  - 『さがしもの』（出演：成宮寛貴 ほか）：脚本
  - 『姿なき従業員』（出演：前田亜季 ほか）：監督
  - 『近づく足音』（出演：香椎由宇、藤間宇宙 ほか）：脚本・監督
  - 『京子ちゃん』（出演：三浦理恵子 ほか）：監督
  - 『幽霊アパート』（出演：山崎樹範、木内晶子 ほか）：脚本
  - 『黄泉の森』（出演：小栗旬、加藤夏希 ほか）：脚本・監督
- カスペ！ほんとにあった怖い話 夏の特別編2004（フジテレビ 2004)
  - 『トンネルの中の少年』（出演：窪塚俊介・上野なつひ ほか)：脚本
  - 『ひとりぼっちの少女』（出演：佐津川愛美・谷村美月 ほか)：監督
  - 『怪音寮』（出演：金子さやか、伊藤美智恵 ほか）：脚本
- 怪談新耳袋 第三シリーズ（BS-TBS 2004)
  - 『赤い三輪車』（出演：中丸シオン、宝井誠明 ほか)：脚本・監督
  - 『もののけの息』（出演：喜多嶋舞 ほか)：脚本・監督
  - 『毛浪』（出演：辻美里 ほか）：脚本
- 映画　怪談新耳袋 劇場版（BS-TBS、キングレコード 2004）
  - 『夜警の報告書』（出演 : 竹中直人、嶋大輔 ほか）：脚本
  - 『残煙』（出演：坂井真紀、坂上香織、佐藤康恵 ほか）：脚本
  - 『約束』（出演：曽根英樹、小野寺昭 ほか）：脚本
  - 『姿見』（出演：内野謙太、上條誠 ほか）：脚本・監督
  - 『視線』（出演：堀北真希 ほか）：脚本
  - 『手袋』（出演：高岡早紀、大沢樹生 ほか）：脚本
  - 『ヒサオ』（出演：烏丸せつこ ほか）：脚本
- 映画　悪魔の刑事まつり（2004）
  - 『刑事のうごめく家』（出演：宇崎慧、吉井文 ほか）：監督
- ほんとにあった怖い話　レギュラー版〜セカンドシーズン（フジテレビ 2004〜2005）
  - 『駐車場の怪』（出演：岡田義徳 ほか）：監督
  - 『魂の分岐点』（出演：水川あさみ ほか）：監督
  - 『闇に棲むもの』（出演：伊藤淳史 ほか）：監督
  - 『死者のゆく場所』（出演：真木よう子、水橋貴己 ほか）：監督
  - 『憑かれた病院』（出演：井上和香 ほか）：監督
  - 『白日の影』（出演：宮崎美子、吉井怜 ほか）：監督
  - 『廻る足音』（出演：筧利夫 ほか）：監督
  - 『亡者の演奏』（出演：菅野莉央 ほか）：脚本・監督
  - 『のびる髪』（出演：安藤咲良、大島優子 ほか）：脚本・監督
  - 『影』（出演：芳賀優里亜 ほか）：脚本
  - 『教室の幽霊』（出演：石田未来 ほか）：脚本
  - 『四番目の個室』（出演：寺島咲 ほか）：脚本
  - 『放課後の恐怖』（出演：上脇結友 ほか）：脚本
  - 『何かがそこにいる』（出演：志田未来 ほか）：脚本
  - 『幽霊物件』（出演：塚本高史 ほか）：脚本
  - 『鏡の中の少女』（出演：小出早織 ほか）：脚本・監督
  - 『前略、おとうさん』（出演：河合美智子 ほか）：脚本
  - 『共演者』（出演：萩原流行 ほか）：脚本
  - 『同居人』（出演：青田典子 ほか）：脚本
  - 『オバケじゃないもん』（出演：笑福亭笑瓶 ほか）：脚本
  - 『夜のおじさん』（出演：森公美子、山谷初男 ほか）：脚本
  - 『霊を招く波長』（出演：寺門ジモン ほか）：脚本
  - 『奇々怪々譚』（出演：中村豪（やるせなす）、海田葉月 ほか）：脚本
  - 『あの日の言霊』（出演：島崎和歌子、六平直政 ほか）：脚本
  - 『亡者の棲む土地』（出演：袴田吉彦、田中要次 ほか）：脚本
  - 『心霊スポット』（出演：小池栄子 ほか）：脚本
  - 『季節はずれの贈り物』（出演：黒川智花　ほか）：脚本
  - 『宝塚山』（出演：和希沙也、藤沢大悟 ほか）：脚本協力
  - 『最期の別れ』（出演：大島さと子、近野成美 ほか）：脚本協力
  - 『訪問者』（出演：本仮屋ユイカ ほか）：脚本協力
  - 『潮騒の夢』（出演：石垣佑磨、大西麻恵 ほか）：脚本協力
  - 『憑かれたライダー』（出演：兵藤祐香、藤間宇宙 ほか）：脚本協力
  - 『さまよえる亡霊』（出演：窪塚俊介、石井康太（やるせなす） ほか）：脚本協力
  - 『旅立ちの靴音』（出演：福田麻由子、森崎よしえ ほか）：脚本協力
  - 『誰かが見ている』（出演：田中律子、井上花奈 ほか）：脚本協力
  - 『窓にうつる少女』（出演：谷村美月、高松いく ほか）：脚本協力
  - 『拒絶の報酬』（出演：中越典子、佐藤二朗 ほか）：脚本協力
  - 『温かいお葬式』（出演：手塚理美、おかやまはじめ ほか）：脚本協力
  - 『最期のメッセージ』（出演：黒木メイサ、近田慎太郎 ほか）：脚本協力
  - 『見えない絆』（出演：松本莉緒、長野里美 ほか）：脚本協力
  - 『真夜中のサイレン』（出演：上原美佐、和泉今日子 ほか）：脚本協力
  - 『老婆の伝言』（出演：小野真弓、久遠さやか ほか）：脚本協力
  - 『転ぶトイレ』（出演：安田美沙子、山口日記 ほか）：脚本協力
  - 『忘れられた記念写真』（出演：若槻千夏、大村彩子 ほか）：脚本協力
  - 『真夜中の招待状』（出演：一戸奈未、三津谷葉子 ほか）：脚本協力
  - 『防空壕のお姉さん』（出演：山田夏海、渋谷琴乃 ほか）：脚本協力
  - 『さよなら俊彦』（出演：佐藤仁美、小林且弥 ほか）：脚本協力
  - 『先見の少女』（出演：美山加恋、上野なつひ ほか）：脚本協力
  - 『死を告げるコール』（出演：浅野和之、渡辺典子 ほか）：脚本協力
- PS2ゲーム　クイズ＄ミリオネア（アイドス・インタラクティブ 2005）:『テレホンパート』脚本
- お台場冒険王2005 イベント企画
  - 『ほんとにあった怖い話3D恐怖シアター』（出演：松浦亜弥 ほか）：脚本
- カスペ！ ほんとにあった怖い話　夏の特別編2005（フジテレビ 2005）
  - 『黒髪の女』（出演：松浦亜弥、市毛良枝 ほか）：脚本
  - 『格安物件』（出演：青木さやか、モロ師岡 ほか）：脚本
  - 『心霊写真』（出演：山本耕史、佐藤ルル ほか）：脚本
- 月9ドラマ 危険なアネキ（フジテレビ 2005）
  - 『顔だけイイ女が大失恋！』（出演：伊東美咲、森山未來 ほか）：構成協力
  - 『顔だけイイ女が大借金！』（出演：伊東美咲、森山未來 ほか）：構成協力
  - 『顔だけイイ女が大突破！』（出演：伊東美咲、森山未來 ほか）：構成協力
  - 『顔だけイイ女、恋の勘違い』（出演：伊東美咲、森山未來 ほか）：構成協力
  - 『小さな悪魔がやってきた』（出演：伊東美咲、森山未來 ほか）：構成協力
  - 『史上最悪の密着24時間！』（出演：伊東美咲、森山未來 ほか）：構成協力
  - 『敏腕社長の甘〜い誘惑』（出演：伊東美咲、森山未來 ほか）：構成協力
  - 『お母ちゃんが見つかった！』（出演：伊東美咲、森山未來 ほか）：構成協力
  - 『史上最悪の姉弟ゲンカ』（出演：伊東美咲、森山未來 ほか）：構成協力
  - 『顔だけイイ女が大逆転』（出演：伊東美咲、森山未來 ほか）：構成協力
- PS2ゲーム　クイズ＄ミリオネア2（アイドス・インタラクティブ 2005）:『テレホンパート』脚本
- 映画　予言（オズ 2006）：脚本協力
- 怪談新耳袋 第五シリーズ（BS-TBS 2006)
  - 『いってきます』（出演：星野真里、嶋田久作、小池里奈、桐谷美玲 ほか)：脚本・監督
  - 『水辺の写真』（出演：小池里奈 ほか)：脚本・監督
  - 『中学の同級生・前編』（出演：桐谷美玲 ほか)：脚本・監督
  - 『中学の同級生・後編』（出演：桐谷美玲 ほか)：脚本・監督
- 恋する日曜日 アニソンコレクション（BS-TBS 2006)
  - 『レンズ越しの恋〜さめない夢』（出演：桐谷美玲、濱田岳 ほか)：脚本
  - 『30-Thirty-』（出演：有坂来瞳、白木みのる ほか)：脚本
- カスペ！ ほんとにあった怖い話　夏の特別編2006（フジテレビ 2006）
  - 『断崖の下にて』（出演：伊藤淳史、夏川純 ほか）：脚本
  - 『6番の部屋』（出演：堀北真希、桐谷美玲 ほか）：脚本
  - 『そこにいる！』（出演：高嶋政伸、温水洋一 ほか）：脚本
  - 『病棟のぬいぐるみ』（出演：釈由美子、岩佐真悠子 ほか）：脚本
- ケータイ刑事 銭形雷（BS-TBS 2006）
  - 『Jホラー vs SAYURI！ 〜ニッポンの幽霊はコワイよ殺人事件』（出演：小出早織、国広富之 ほか）：脚本
  - 『お帰りなさいませご主人様！ 〜萌え系メイドカフェ殺人事件』（出演：小出早織、国広富之 ほか）：脚本
  - 『狼男は見た！ 死体のない殺人事件』（出演：小出早織、国広富之 ほか）：脚本（ノンクレジット）
  - 『昆虫大パニック！ 〜恐怖の殺人蚊殺人事件』（出演：小出早織、国広富之 ほか）：脚本
  - 『虹は知っていた！ 〜写真家アシスタント殺人事件』（出演：小出早織、国広富之 ほか）：脚本
  - 『推理王は誰だ？ 〜名探偵の助手殺人事件』（出演：小出早織、国広富之 ほか）：脚本
  - 『タネも仕掛けもありません 〜売れないマジシャン殺人事件』（出演：小出早織、国広富之 ほか）：脚本
  - 『帰ってきたアイツ！ 〜銭形雷襲撃事件』（出演：小出早織、草刈正雄 ほか）：脚本
  - 『さらば友よ 〜相棒の絆事件』（出演：小出早織、草刈正雄 ほか）：脚本
- 恋する日曜日 ニュータイプ（BS-TBS 2007)
  - 『過去を取り戻せ!』（出演：南沢奈央、林隆三 ほか)：脚本
  - 『スプーンを曲げろ!』（出演：南沢奈央、林隆三 ほか)：脚本
  - 『故郷(ふるさと)を救え! 前編』（出演：小山田サユリ ほか)：脚本
  - 『故郷(ふるさと)を救え! 後編』（出演：小山田サユリ ほか)：脚本
  - 『初恋を成就せよ!』(出演：南沢奈央、林隆三 ほか)：脚本
- 怪談新耳袋 スペシャル（BS-TBS 2007)
  - 『黒い男たち』（出演：小出早織、川久保拓司 ほか)：監督
- カスペ！ ほんとにあった怖い話　夏の特別編2007（フジテレビ、2007）
  - 『私を呼ぶのは……？』（出演：森迫永依、飯田基祐 ほか）：脚本
  - 『霊の通る家』（出演：中川翔子、唐木ちえみ ほか）：脚本
  - 『幽惑ドライブ』（出演：増田貴久、波岡一喜 ほか）：脚本
  - 『真夜中の病棟』（出演：榮倉奈々、佐藤寛子 ほか）：脚本
- ケータイ刑事 銭形海（BS-TBS 2008）
  - 『ダイエット界のカリスマ来日！ 〜インストラクター殺人事件』（出演：大政絢、山下真司 ほか）：脚本
  - 『キミは超能力を信じるか？ 〜テレポーテーション殺人事件』（出演：大政絢、山下真司 ほか）：脚本
  - 『出た！骨董マニアの亡霊!?  〜ノロイのヨロイ殺人事件』（出演：大政絢、山下真司 ほか）：脚本
  - 『さよなら五代さん！ 〜恐怖の細菌テロ殺人事件』（出演：大政絢、山下真司 ほか）：脚本
  - 『時を超えた指紋！ 〜タイムスリップ殺人事件』（出演：大政絢、松崎しげる ほか）：脚本
- 怪談新耳袋  スペシャル（BS-TBS 2008）
  - 『ぎぃ』（出演：大政絢、加藤清史郎、八木さおり ほか）：脚本
  - 『ぶぅん』（出演：大政絢、鈴木卓爾、宮澤美保 ほか）：脚本・監督
- カスペ！ほんとにあった怖い話　夏の特別編2008（フジテレビ 2008）
  - 『廃屋の螺旋』（出演：高田翔（ジャニーズJr.）ほか）：脚本
  - 『路上の想い』（出演：ベッキー、忍成修吾 ほか）：脚本
  - 『K町のマンション』（出演：野久保直樹、カンニング竹山 ほか）：脚本
  - 『着信履歴』（出演：木下優樹菜、山田親太朗 ほか）：脚本
- 女子大生会計士の事件簿（BS-TBS 2008）
  - 『それゆけ萌ちゃん事件』（出演：小出早織、竹財輝之助 ほか）：脚本
  - 『幸せのブラックリスト』（出演：小出早織、竹財輝之助 ほか）：脚本
  - 『復讐はたこ焼きの味』（出演：小出早織、竹財輝之助  ほか）：脚本
  - 『Kの悲劇！〜角川をかける少女』（出演：小出早織、竹財輝之助 ほか）：脚本
  - 『釣り竿屋はなぜつぶれないのか』（出演：小出早織、竹財輝之助 ほか）：脚本
- 東京少女 草刈麻有（BS-TBS 2009）
  - 『最高のラブレター』（出演：草刈麻有、田辺季正 ほか）：脚本
- 東京少女 岡本あずさ（BS-TBS 2009）
  - 『ゴローを待ちながら』（出演：岡本あずさ、甲本雅裕 ほか）：脚本
- 東京少女 真野恵里菜（BS-TBS 2009）
  - 『さよならお父さん』（出演：真野恵里菜、ルー大柴 ほか）：脚本
- カスペ！ ほんとにあった怖い話 冬の特別編2009（フジテレビ 2009）
  - 『血塗られた旅館』（出演：吉高由里子、平田薫 ほか）：脚本
  - 『憑かれた森』（出演：大橋のぞみ、小原雅人 ほか）：脚本
- 怪談新耳袋 スペシャル（BS-TBS 2009）
  - 『すごい顔』（出演：山下リオ、真下玲奈 ほか）：脚本
  - 『記憶』（出演：山下リオ、佐野和真 ほか）：脚本
- 映画　呪怨 白い老女（オズ 2009)：脚本・監督
- 時々迷々（NHK教育テレビ 2009）
  - 『真理アントワネット』（出演：片桐はいり ほか）：脚本
  - 『ど根性大根』（出演：片桐はいり ほか）：脚本
- カスペ！ ほんとにあった怖い話 10周年スペシャル（フジテレビ 2009）
  - 『怨みの代償』（出演：綾瀬はるか、入山法子 ほか）：脚本
  - 『憑く男』（出演：上地雄輔、いとうあいこ ほか）：脚本
  - 『顔の道』（出演：佐藤健、高橋真唯ほか）：脚本
  - 『心霊動画』（出演：志田未来 ほか）：脚本
- 古代少女ドグちゃん（毎日放送 2009)
  - 『妖怪 無礼香登場！』（出演：谷澤恵里香、窪田正孝 ほか）：脚本
  - 『妖怪 カニ光線登場！』（出演：谷澤恵里香、窪田正孝 ほか）：脚本
  - 『妖怪 人形つかい登場！』（出演：谷澤恵里香、窪田正孝 ほか）：脚本・監督
  - 『妖怪 親もどき登場！』（出演：谷澤恵里香、窪田正孝 ほか）：脚本（ノンクレジット）
- 404 Not Found（NHK 2009）
  - 『シール』（出演：吉井怜 ほか）：脚本
  - 『サイン』（出演：中村靖日 ほか）：脚本
  - 『赤い部屋』（出演：松嶋初音、鈴木ひろみ ほか）：脚本・監督
  - 『窓辺の少女』（出演：内野謙太 ほか）：脚本・監督
  - 『よいこのじかん』（出演：伊藤知香 ほか）：脚本・監督
- ケータイ刑事 銭形命（BS-TBS 2009）
  - 『猛スピードで移動する死体！ 〜競輪選手殺人事件』（出演：岡本あずさ、松崎しげる ほか）：脚本
  - 『愛と宿命の将棋崩し！ 〜女流棋士殺人事件』（出演：岡本あずさ、松崎しげる ほか）：脚本
- ケータイ刑事 銭形命の休日 〜OFFはJK-非番は女子高生-（魔法のiらんど 2009）
  - 『#1〜13』（出演：岡本あずさ、岡本杏理 ほか）：撮影
- 怪談新耳袋 百物語（BS-TBS 2010）
  - 『帰宅』（出演：桜庭ななみ、成嶋瞳子 ほか）：脚本・監督
  - 『市松人形』（出演：高月彩良 ほか）：脚本・監督
- カスペ！ ほんとにあった怖い話2010 〜AKB48まるごと浄霊スペシャル（フジテレビ 2010）
  - 『あかずの間』（出演：坂口憲二、近藤芳正 ほか）：脚本
  - 『叫ぶ廃病院』（出演：溝端淳平、中尾明慶 ほか）：脚本
  - 『レインコートの女』（出演：高橋みなみ、小嶋陽菜 ほか）：脚本
  - 『死に神が来る夜』（出演：優香、佐々木すみ江 ほか）：脚本
- 映画 きょーれつ!もーれつ!!　古代少女ドグちゃんまつり!（キングレコード 2010）：脚本協力
- ガラスの牙／熱血DJ保護司・権藤明子〜涙の少年少女観察日記（中部日本放送、TBS 2010）：企画協力（ノンクレジット）
- メイキング・オブ・古代少女隊ドグーンV（キングレコード 2010）：撮影
- 古代少女隊ドグーンV(毎日放送、MXテレビ 2010）
  - 『妖怪 無礼香EX登場！』（出演：桃瀬美咲、鈴木勝吾 ほか）：脚本
  - 『妖怪 森ガール登場！』（出演：桃瀬美咲、鈴木勝吾 ほか）：脚本
  - 『妖怪 未来の想い出登場！』（出演：桃瀬美咲、鈴木福ほか）：脚本・監督
- 映画　怪談新耳袋 怪奇（BS-TBS、キングレコード、2010）
  - 『ツキモノ』（出演：真野恵里菜、吉川友 ほか）：脚本
  - 『ノゾミ』（出演：真野恵里菜、秋本奈緒美 ほか）：脚本
- 映画　ノルウェイの森（アスミックエース・エンタテインメント 2010）Special Thanks（脚本協力）
- 映画　七つまでは神のうち（SDP、アルタミラピクチャーズ 2011）：原作・脚本・監督
- 土曜プレミアム　ほんとにあった怖い話 夏の特別編2011（フジテレビ 2011）
  - 『深淵の迷い子』（出演：芦田愛菜、南沢奈央 ほか）：脚本協力
  - 『同窓会の知らせ』（出演：武井咲、岡本あずさ ほか）：脚本
  - 『悪夢の十三日』（出演：向井理、木村文乃 ほか）：脚本
- 学校の怪談 (配信ドラマ)（学校の怪談xSKE48）(BeeTV 2012)
  - 『憑いてくる』（出演：大矢真那、永田真理 ほか)：脚本・監督
  - 『踊り場の絵』（出演：小木曽汐莉、原望奈美、梅本まどか ほか)：脚本・監督
  - 『市松人形』（出演：高柳明音、上田愛美 ほか)：脚本・監督
  - 『メリーさん』（出演：木﨑ゆりあ ほか)：脚本・監督
  - 『二号館のトイレ』（出演：須田亜香里、中西優香、大矢真那 ほか)：脚本・監督
  - 『人体模型』（出演 :  須田亜香里、古川愛李、松本梨奈 ほか）：脚本
  - 『別れの曲』（出演 : 矢神久美、向田茉夏、加藤るみ、遠藤久美子 ほか）：脚本
  - 『よいしょ』（出演 : 桑原みずき、浅利陽介 ほか：脚本
  - 『赤い部屋』（出演 : 小木曽汐莉、高柳明音 ほか）：脚本
- 映画　クロユリ団地（日活 2013)：脚本
- クロユリ団地〜序章〜（TBS 2013)
  - 『第一話』（出演：駿河太郎、佐津川愛美 ほか) ：脚本
  - 『第二話』（出演：駿河太郎、佐津川愛美 ほか) ：脚本
  - 『第三話』（出演：相楽樹、三浦由衣 ほか) ：脚本
  - 『第四話』（出演：相楽樹、三浦由衣 ほか) ：脚本
  - 『第五話』（出演：坂田聡、山田キヌヲ ほか) ：脚本
  - 『第六話』（出演：坂田聡、山田キヌヲ ほか) ：脚本
  - 『第七話』（出演：須藤温子、中村倫也　ほか) ：脚本
  - 『第八話』（出演：須藤温子、中村倫也　ほか）：脚本
  - 『第九話』（出演：足立梨花、宝積有香  ほか) ：脚本・監督
  - 『第十話』（出演：足立梨花、宝積有香  ほか) ：脚本・監督
  - 『第十一話』（出演：駿河太郎、玄覺悠子 ほか) ：脚本
  - 『第十二話』（出演：駿河太郎、玄覺悠子 ほか) ：脚本
- 映画　クソすばらしいこの世界（キングレコード 2013）：Special Thanks（脚本協力）
- 映画　ルームメイト（東宝 2013）：脚本協力
- 眠れぬ夜の恐ろしい話（テレビ朝日 2014) ：脚本
- 水トク! 完全実話!!奥さまはモンスター2（TBS 2014) ：脚本
- 水トク! 世界がビビる夜　UFO・UMA・宇宙人を追え！（TBS 2014) ：脚本
- 家庭炎上バラエティー お嫁ちゃんお姑ちゃん（TBS 2015) ：脚本
- ドラマ×ドキュメンタリー 禁断のホラーミステリー 怪異TV（NHK 2015) 
  - 『第一話 消えたルポライター』（出演 : 山中崇、國武綾、村上賢司、澤真希、瓜生和成、鈴木卓爾 ほか）: 脚本
  - 『第二話 呪いのタイムリミット』（出演 : 山中崇、國武綾、村上賢司、森田想、芋生悠、山田夏海、鈴木築詩、平本亜夢、小山萌子 ほか）: 脚本
  - 『第三話 怪談少年A』（出演 : 山中崇、國武綾、村上賢司、松田知己、上田愛美、本井博之、永井若葉 ほか）: 脚本
- 映画　劇場霊（日活 2015)：脚本
- 劇場霊からの招待状（TBS 2015）
  - 『第一話 埋葬』（出演 : 横山由依、島ゆいか、飛鳥凛、小市慢太郎 ほか）: 脚本
  - 『第二話 死期』（出演 : 岡田奈々、酒井亮和、橋本まつり、小市慢太郎 ほか）: 脚本
  - 『第三話 偶像』（出演 : 入山杏奈、森田望智、星名利華、小市慢太郎 ほか）: 脚本
  - 『第四話 腐敗』（出演 : 加藤玲奈、前田聖来、町井祥真、小市慢太郎 ほか）: 脚本
  - 『第五話 因果』（出演 : 古畑奈和、椎名香織、宇野祥平、小市慢太郎 ほか）: 脚本
  - 『第六話 廃墟』（出演 : 中野郁海、小栗有以、八木さおり、吉家章人、小市慢太郎 ほか）: 脚本・監督
  - 『第七話 幻聴』（出演 : 北原里英、岡村洋一、仁村紗和、宮田亜紀、小市慢太郎 ほか）: 脚本
  - 『第八話 回帰』（出演 : 向井地美音、森田想、大庭愛未、水澤紳吾、小市慢太郎 ほか）: 脚本・監督
  - 『第九話 憧憬』（出演 : 高橋朱里、渡辺真起子、芦川誠、小市慢太郎 ほか）: 脚本
  - 『第十話 永遠』（出演 : 木﨑ゆりあ、高村佳偉人、大方斐紗子、落合モト、小市慢太郎 ほか）: 脚本
- 土曜プレミアム　世にも奇妙な物語 25周年記念！ 秋の2週連続SP 映画監督編（フジテレビ 2015）
  - 『事故物件』（出演 : 中谷美紀、新井美羽、高橋和也、諏訪太郎 ほか）: 脚本
- 映画　鎌倉にて（出演 : 香川京子、大後寿々花、渡辺真起子、戸田昌宏 ほか）: 脚本（第40回 香港国際映画祭 「Beautiful2016」特別上映作品）
- 水トク! 世界の怖い夜　最後のイタコ＆本当にあった恐い物語（TBS 2017）: 脚本
- 映画　ホワイトリリー〈日活ロマンポルノ・リブート・プロジェクト〉（日活 2017）: 脚本
- デッドストック〜未知への挑戦〜（テレビ東京 2017）
  - 『第一話』（出演 : 村上虹郎、早見あかり、田中哲司、中村優子、飛鳥凛、酒向芳、屋敷紘子 ほか）: 脚本
  - 『第二話』（出演 : 村上虹郎、早見あかり、田中哲司、筒井真理子、田窪一世、佐藤誓、木内心結 ほか）: 脚本・監督
  - 『第三話』（出演 : 村上虹郎、早見あかり、田中哲司、中村優子、富樫真、千葉哲也 ほか）: 脚本
  - 『第四話』（出演 : 村上虹郎、早見あかり、田中哲司、趣里、篠川桃音、田牧そら ほか）: 脚本
  - 『第五話』（出演 : 村上虹郎、早見あかり、田中哲司、中村優子、筒井真理子、山口香緒里、有薗芳記 ほか）: 脚本・監督
  - 『第六話』（出演 : 村上虹郎、早見あかり、田中哲司、中村倫也、おかやまはじめ、堀田茜 ほか）: 脚本
  - 『第七話』（出演 : 村上虹郎、早見あかり、田中哲司、筒井真理子、森田望智、小林竜樹 ほか）: 脚本・監督
  - 『第八話』（出演 : 村上虹郎、早見あかり、田中哲司、中村優子、我妻三輪子、川口和空 ほか）: 脚本
  - 『第九話』（出演 : 村上虹郎、早見あかり、田中哲司、中村優子、筒井真理子、我妻三輪子 ほか）: 脚本
  - 『第十話』（出演 : 村上虹郎、早見あかり、田中哲司、中村優子、筒井真理子、我妻三輪子 ほか）: 脚本
  - 『第十一話』（出演 : 村上虹郎、早見あかり、田中哲司、森達也、清田益章 ほか）: 脚本・監督補
- 土曜プレミアム　ほんとにあった怖い話 夏の特別編2017（フジテレビ 2017）
  - 『或るマンション』（出演 : 手越祐也、六角精児、金田明夫 ほか）: 脚本
- VR デッドストック〜未知への挑戦〜（テレビ東京 2017）: 脚本・監修（ヴァーチャルリアリティ映画館 VR THEATER 上映コンテンツ）
- 超実体験型360° VRホラーショートムービーシリーズ　VR “DEAD” THEATER（ポニーキャニオン 2017）
  - 第3弾『廃病院_素材_0527.mp4』: 脚本・監督（第30回 東京国際映画祭 「VR THEATER 特別ブース」上映作品）
- 土曜プレミアム　ほんとにあった怖い話 夏の特別編2018（フジテレビ 2018）
  - 『見えない澱』（出演 : 神木隆之介、内田理央 ほか）: 脚本
- 映画　ビブリア古書堂の事件手帖（20世紀FOX映画／KADOAWA 2018）:  スクリプトドクター
- WEBアニメ　シルバニアファミリー 〜空飛ぶみんなの大きな夢〜 （2019）: 脚本（シルバニアファミリー公式YouTubeチャンネルにて配信）
- 土曜プレミアム　ほんとにあった怖い話 20周年スペシャル（フジテレビ 2019）
  - 『汲怨のまなざし』（出演：佐藤健、阿部純子、藤野涼子、趣里 ほか）：脚本
- アニメ　シルバニアファミリー ミニストーリー クローバー（TOKYO-MX 2019)
  - 『第1話 ショコラファミリーのピクニック』（声の出演：種﨑敦美、芹澤 優、上坂すみれ、川島得愛、阿澄佳奈、恒松あゆみ）：脚本協力
  - 『第2話 ドタバタ！たのしいピザ作り！』（声の出演：種﨑敦美、古木のぞみ、下田レイ、山下七海、久保田梨沙、神尾晋一郎、恒松あゆみ）：脚本協力
  - 『第3話 たいへん！家出しちゃった!?』（声の出演：種﨑敦美、芹澤 優、上坂すみれ、川島得愛、恒松あゆみ）：脚本協力
  - 『第4話 わたしはお姉ちゃん！』（声の出演：種﨑敦美、上坂すみれ、阿澄佳奈、久保田梨沙、恒松あゆみ）：脚本協力
  - 『第5話 あこがれのおへや作り！』（声の出演：種﨑敦美、上坂すみれ、川島得愛、恒松あゆみ、伊達朱里紗、柴田芽衣、山村 響、山下七海、恒松あゆみ）：脚本協力
  - 『第6話 お姉さんたちのファッションショー』（声の出演：種﨑敦美、河原木志穂、下田レイ、恒松あゆみ）：脚本協力
  - 『第7話 月のようせい』（声の出演：種﨑敦美、矢野亜沙美、古木のぞみ、伊達朱里紗、河原木志穂、下田レイ、阿澄佳奈、恒松あゆみ）：脚本協力
  - 『第8話 サプライズプレゼント』（声の出演：柚木涼香、櫻井孝宏、水野理紗、矢野亜沙美、恒松あゆみ）：脚本協力
  - 『第9話 園長先生のお誕生日パーティー その1』（声の出演：上坂すみれ、川島得愛、阿澄佳奈、恒松あゆみ、伊達朱里紗、柴田芽衣、山村 響、山下七海、神尾晋一郎、恒松あゆみ）：脚本協力
  - 『第10話 園長先生のお誕生日パーティー その2』（声の出演：上坂すみれ、川島得愛、阿澄佳奈、恒松あゆみ、伊達朱里紗、柴田芽衣、山村 響、山下七海、神尾晋一郎、恒松あゆみ）：脚本協力
  - 『第11話 すてきな記念日』（声の出演：柚木涼香、櫻井孝宏、水野理紗、矢野亜沙美、古木のぞみ、小林希唯、恒松あゆみ）：脚本協力
  - 『第12話 いつもなかよし、ショコラウサギファミリー！』（声の出演：種﨑敦美、柚木涼香、芹澤 優、上坂すみれ、川島得愛、阿澄佳奈、鈴木清信、小林希唯、恒松あゆみ）：脚本協力
- 映画　浅田家！（東宝 2020）：スクリプトドクター（第36回 ワルシャワ国際映画祭 最優秀アジア映画賞受賞／第44回 日本アカデミー賞 優秀脚本賞受賞）
- 令和版・夜のミステリー  -season1-（TBSラジオ AudioMovie® 2020）（JAPAN PODCAST AWARDS 2020 ベストエンタメ賞受賞）
  - 第一夜『都市伝説』（声の出演：松田リマ、ハマカワフミエ、神農直隆）：脚本・監督
  - 第二夜『テントの外』（声の出演：杉山ひこひこ、平塚真介、小暮智美、神農直隆）：脚本・監督
  - 第三夜『心霊スポット』（声の出演：若山詩音、中村優里、佐藤睦、小田篤、神農直隆）：脚本・監督
- アニメ　シルバニアファミリー ミニストーリー ピオニー（TOKYO-MX 2020）
  - 『第3話 ドタバタ☆ペルシアン一家』（声の出演：伊達朱里紗、古木のぞみ、森川智之、阿澄佳奈、恒松あゆみ）：脚本
- 令和版・夜のミステリー -season2-（TBSラジオ AudioMovie® 2021）
  - 第四夜『9時45分』（声の出演：小田篤、内野謙太、神農直隆）：脚本・監督
  - 第五夜『プロペラの音』（声の出演：内野謙太、杉山ひこひこ、本閒剛、神農直隆）：脚本・監督
  - 第六夜『雪道で』（声の出演：ハマカワフミエ、鈴樹志保、神農直隆）：脚本・監督
- アニメ映画　神在月のこども（2021）: 脚本（モントリオール国際リース賞映画祭2021 最優秀脚本賞ノミネート）
- 土曜プレミアム ほんとにあった怖い話 2021特別編（フジテレビ 2021）
  - 『凶音の誘い』（出演：橋本環奈、恒松祐里、山中 崇）：脚本
- ワールド極限ミステリー 特別編！ UFO・ホラー・超常現象SP！（TBS 2021）：構成
- 土曜プレミアム ほんとにあった怖い話 2022特別編（フジテレビ 2022）
  - 『非常通報』（出演：神尾風珠、大友花恋、千原せいじ、田中美佐子）：脚本
  - 『憑けてくる』（出演：高城れに、百田夏菜子、玉井詩織、佐々木彩夏）：脚本
- アニメ映画　BLUE GIANT（東宝　2023年）：脚本協力
- 令和版・夜のミステリー（TBSラジオ AudioMovie®2023）
  - 第七夜『化け汽車』（声の出演：ハマカワフミエ、小田篤、鈴樹志保、神農直隆）：脚本・監督

## 書籍
- 『時々迷々1』『時々迷々3』（汐文社 2011）脚本
- 『小説　七つまでは神のうち』（SDP出版 2011）単著
- 『このショットを見よ』（フィルムアート社 2012）共著
- 『ノベライズ　クロユリ団地』（角川ホラー文庫 2013）脚本
- 『コミック　クロユリ団地』（角川書店 2013）脚本
- 『ライムスター宇多丸のウィークエンドシャッフル “神回”傑作選 Vol.1』（スモール出版 2015）（※2009.9.19番組出演時のスクリプト・ドクター回が採録・掲載されている）
- 『スクリプトドクターの脚本教室・初級篇』（新書館 2015）単著
- 『ノベライズ　劇場霊』（角川ホラー文庫 2015）脚本
- 『エンターテインメントの創り方』（映人社 2015）共著
- 『コミック　劇場霊』（秋田書店 2016）脚本
- 『スクリプトドクターの脚本教室・中級編』（新書館 2016）単著
- 『これ、なんで劇場公開しなかったんですか？ 〜スクリプトドクターが教える未公開映画の愉しみ方〜』（誠文堂新光社 2017）単著
- 『スクリプトドクターのプレゼンテーション術』（スモール出版 2017）単著
- 『洋泉社MOOK 別冊映画秘宝 鬱な映画』（洋泉社 2017）共著（脚本家・継田淳との対談「鬱なときには鬱な映画を」が掲載されている）
- 『ほんとにあった怖い話　ドラマノベライズ〜死者からの伝言編〜』（集英社みらい文庫　2020）脚本
- 『こども手に職図鑑：AIに取って代わられない仕事100 一生モノの職業が一目で分かるマップ付』（誠文堂新光社 2020）（※「脚本家」の項目で取材インタビューが掲載されている）
- 『アニメ絵本 神在月のこども』（講談社 2021）脚本
- 『神在月のこども 映画ノベライズ』（講談社 青い鳥文庫 2021）脚本
- 『小説 神在月のこども』（講談社文庫 2021）脚本

## 雑誌
- 『月刊ドラマ』「三宅流「短編ドラマの書き方」とBS-i新人脚本賞」2007年3月号（映人社）
- 『月刊ドラマ』「BS-iアカデミー講義録　咀嚼力を鍛える為の構造分析術・前編」2007年9月号（映人社）
- 『月刊ドラマ』「BS-iアカデミー講義録　咀嚼力を鍛える為の構造分析術・後編」2007年10月号（映人社）
- 『月刊ドラマ』「スクリプトドクター三宅隆太氏に聞く　脚本家のマンパワーを引き出す方法」2010年3月号（映人社）
- 『月刊ドラマ』「三宅隆太 誌上シナリオ講義〜詰まった時に、あなたがしなければならないこと」2014年6月号（映人社）
- 『VERY』「ママ・オリジナル「寝かしつけ話」を作ってみる！ モデル・未希さんが挑戦。講師はスクリプトドクター・三宅隆太さん」2015年12月号（光文社）
- 『月刊シナリオ』「日活ロマンポルノ・リブート・プロジェクト　映画『ホワイトリリー』シナリオ掲載」2017年2月号（日本シナリオ作家協会）
- 『ユリイカ』総特集◎Jホラーの現在「霊的マイノリティーが問う「体感的霊障はJホラー作法で表現可能なのか？」問題」2022年8月号（青土社）

## 連載

### ウェブ連載
- 『これ、なんで劇場公開しなかったんですか？』（2016年7月〜2017年1月、誠文堂新光社 YOMIMONO.COM（よみものどっとこむ）にて）

## DVD用オーディオコメンタリー
- 『怪談新耳袋 花嫁さん編』 対談：三宅隆太X豊島圭介
- 『怪談新耳袋 絶叫編 牛おんな』 対談：三宅隆太X村上賢司
- 『怪談新耳袋 絶叫編 黒い男たち』 対談：三宅隆太X村上賢司
- 『怪談新耳袋 絶叫編 ぎぃ』 対談：三宅隆太X井口昇
- 『怪談新耳袋 絶叫編 ぶぅん』 対談：三宅隆太X井口昇
- 『怪談新耳袋 絶叫編 すごい顔』 対談：三宅隆太X豊島圭介
- 『怪談新耳袋 絶叫編 記憶』 対談：三宅隆太X豊島圭介
- 『THEM／正体不明』 対談：三宅隆太X井口昇X山口雄大
- 『怪談新耳袋 怪奇 ツキモノ』 対談：三宅隆太X篠崎誠
- 『怪談新耳袋 怪奇 ノゾミ』 対談：三宅隆太X篠崎誠
- 『七つまでは神のうち』 対談：三宅隆太X篠崎誠

## 出演

### ポッドキャスト
- スクリプトドクターのサクゲキRADIO（2021年9月～Spotifyにて配信中）
- ぶらっと劇場〜ぶらゲキ〜（2023年10月〜『アフター6ジャンクション2』のコンテンツ内企画として各種サービスで配信中）

### ラジオ
- アフター6ジャンクション（TBSラジオ）- 金曜日の「アトロク フューチャー&パスト」に定期的に出演。以下、それ以外のコーナーでの出演を示す。なお、☆で示す回はパーソナリティの宇多丸（RHYMESTER）が休演していた。
  - 「特集コーナー : 書けばあなたも癒やされる（かもしれない？）”脚本療法”ってなに？ 特集」（2018年5月30日）
  - 「アフター6ジャンクション特別編・徹夜で夏期講習in下北沢」（2018年8月17日）
  - 「特集コーナー : スクリプトドクターって、どんな仕事？特集」（2018年11月6日）
  - 「カルチャートーク : とにかく怖い映画『ヘレディタリー/継承』を語る！」（2018年11月28日）
  - 「特別企画 : シネマランキング2018（スペシャルゲストのシネマランキング）」&「放課後クラウド・前編」（2018年12月28日）
  - 「カルチャートーク : おすすめの劇場未公開映画を紹介！（『インパクト・クラッシュ』『ザ・モンスター (2016年の映画)』『熟れた快楽』）」（2019年2月8日）☆
  - 「カルチャートーク : おすすめの劇場未公開映画を紹介！（『レッド・リーコン1942 ナチス侵攻阻止作戦』『 ゼロ・アワー』）」（2019年4月3日）
  - 「ムービーウォッチメン : 特別編 三宅隆太さんによる8作品批評！」（2019年5月3日）☆
  - 「カルチャートーク : 三宅隆太さん＆三角絞めさん 新作映画『アメリカン・アニマルズ』について語る！」（2019年5月9日）
  - 「カルチャートーク：おすすめ劇場未公開映画を紹介！（『DRAGON ドラゴン』『聖なる飼育』『恋のときめき乱気流』）」（2019年8月7日）
  - 「カルチャー最新レポート：第25回KAWASAKIしんゆり映画祭2019『ヘレディタリー/継承』オーディオコメンタリー上映by三宅隆太」（2019年10月24日）
  - 「特集コーナー：細かすぎて伝わらない「映画の苦手な場面」特集」（2019年10月28日）
  - 「カルチャートーク：2019年の配信ドラマベスト紹介 by 桑原裕子さん」（2019年12月16日、助っ人出演）☆
  - 「特集コーナー：映画に音楽をつける"フィルムスコアリング”とは どんな仕事なのか？特集 by 映画音楽作曲者の戸田信子さん」（2019年12月16日、助っ人出演）☆
  - 「カルチャートーク：三宅隆太の2019年映画ベストテン！」（2019年12月18日）
  - 「新概念提唱型投稿コーナー：シアター一期一会」（2019年12月18日、助っ人出演）☆
  - 「特集コーナー：2019年ベスト文房具はどれか決定会議！ by ブング・ジャム」（2019年12月18日、助っ人出演）☆
  - 「特集コーナー：新シリーズ〈劇場未公開映画の愉しみ方講座！〉〜文芸エロス編（『堕落のススメ』『24時間ずっとLOVE』『乙女たちの秘めごと』）」（2020年2月12日）
  - 「カルチャートーク：おすすめ劇場未公開映画を紹介！（『エイリアン パンデミック』『シャッター ラビリンス』『リビング・デッド サバイバー』）」（2020年3月4日）
  - 「〈We Love ミニシアター，SAVE THE ミニシアター〉こんな時だからこそ、“ミニシアター愛”をちゃんと使ってミニシアターの大切さを再確認しよう！特集」（2020年4月22日）
  - 「カルチャートーク：おすすめ劇場未公開映画を紹介！」（『パラサイトX』『愛欲のセラピー』『T-34 ナチスが恐れた最強戦車』）（2020年6月24日）
  - 「“ワニの日”直前特別企画 100日後でも観られる、世界のワニ映画祭り！Supported by Movie Plus」（2020年7月30日）
  - 「カルチャートーク：三宅隆太の2020年映画ベストテン！」（2020年12月14日）
  - Spotify ポッドキャスト 別冊アフター6ジャンクション #40 Audio Movie新作「令和版 夜のミステリー」、三宅隆太監督×橋本𠮷史Pと解説トーク（ネタバレなし）（2020年12月25日-）
  - 「特集：教えて！カルチャー先生！  映画先生：三宅隆太先生」（2021年5月3日）
  - 「カルチャートーク：おすすめ劇場未公開映画を紹介！（『スペースウォーカー』『ある娼婦の贖罪』『ミュータンツ 光と闇の能力者』）」（2021年6月9日）
  - 「カルチャートーク：映画先生」（2021年8月4日）
  - Spotify ポッドキャスト 別冊アフター6ジャンクション #72 教えて！カルチャー先生！ ホラー先生：三宅隆太先生（2021年8月6日）
  - 「カルチャートーク：おすすめ劇場未公開映画を紹介！（『スナイパー・ストリート／バグダッド狙撃指令』『コンテイジョン 感・染・実・態』『アノニマス・アニマルズ／動物の惑星』）」（2021年9月27日）
  - 「カルチャートーク：三宅隆太の2021年映画ベストテン！」（2021年12月13日）
  - ムービープラス「副音声でムービートーク」プレゼンツ 魅惑の副音声の世界へようこそ！特集 with 多田遠志・飯塚克味・三宅隆太」（2022年3月30日）
  - 「カルチャートーク：おすすめ劇場未公開映画を紹介！（『悪魔がみている』『私が熟れた季節』『足跡はかき消して』）」（2022年6月1日）
  - 「カルチャートーク：令和版 夜のミステリー by AudioMovie 最新作特集！」（2023年3月27日）
  - 「特集コーナー：アトロク フューチャー＆パスト」（2023年4月21日）
  - 「月曜特集：目指せ！GWの勝ち組を！！2023年のゴールデンウィークに一気見したいカルチャーおすすめウィーク！〜1日目〜」（2023年5月1日）
  - 「特集：第1回 リメイク映画総選挙 with 三宅隆太」（2023年5月16日）

- ライムスター宇多丸のウィークエンドシャッフル（TBSラジオ）
  - 「ホラーはすべての映画に通ず！ 真夏の現代ホラー映画最前線・講座!!」（2009年8月8日）
  - 「シリーズ“エンドロールに出ない仕事人”第1弾〜スクリプトドクターというお仕事」（2009年9月19日）
  - 「タマフル恒例・映画駄話シリーズ〜ところで4が好き、挙げ句に5が好き！」（2010年4月17日）
  - 「〈ホラーはすべての映画に通ず〉シリーズ第3弾 『モンスター映画』大感謝祭 feat.三宅隆太さん」（2010年9月4日）
  - 「映画駄話シリーズ〜三度の飯より乗り物パニック映画が好き！ by三宅隆太監督」（2011年1月29日）
  - 「プレゼン・サマーウォーズ2011 feat.三宅隆太監督」（2011年8月13日）
  - 「〈脚本のお医者さん〉イズ・バック！ スクリプトドクターとは何か特集リターンズ！」（2011年8月20日）
  - 「ブルボン総選挙 feat.三宅監督」（2011年10月22日）
  - 「ちょこっとラボ　エンター・ザ・ブルボン〜宇多丸、ブルボニストへの道！ #1」（2011年10月29日）
  - 「ちょこっとラボ　エンター・ザ・ブルボン〜宇多丸、ブルボニストへの道！ #2」（2011年11月5日）
  - 「ちょこっとラボ　エンター・ザ・ブルボン〜宇多丸、ブルボニストへの道！ #3」（2011年11月12日）
  - 「ちょこっとラボ　エンター・ザ・ブルボン〜宇多丸、ブルボニストへの道！ #4」（2011年11月19日）
  - 「映画駄話シリーズ〜三度の飯より日本語吹き替え版が好き！ by三宅隆太監督」（2012年3月17日）
  - 「チャック・ノリスのことだけを考える1時間。by三宅隆太監督」（2012年10月17日）
  - 「2013年、絶対買うべき入浴剤特集！ by三宅隆太監督」（2013年1月5日）
  - 「三宅隆太監督が目指す新しい恐怖映画の形、“心霊映画”とは一体何なのか？特集」（2013年5月18日）
  - 「漢字の漢と書いて「オトコ」と読む方の、オトコのためのぬいぐるみ特集 by三宅隆太」（2013年11月2日）
  - 「映画駄話シリーズ〜ぶっちゃけ6も好き、なんなら7も好き！ by 三宅隆太」（2014年5月3日）
  - 「＜祝＞単行本発売 記念『スクリプトドクターの脚本教室・初級編』がやっぱり案の定おもしろかったので、これを書いた三宅隆太という人にいろいろ聞いてみよう特集」（2015年7月4日）
  - 「"俺たちの一番長い日" タマフル24時間ラジオ@ニコニコ生放送・プレゼンサマーウォーズ2015」（2015年8月23日）
  - 「なんだ猫か特集 by 三宅隆太」（2015年11月14日）
  - 「シネマランキング2015 放課後ポッドキャスト Part1」（2015年12月26日）
  - 「タマフル映画祭2016 “ときめきガンアクション・ムービー２本立て！”告知」（2016年4月2日）
  - 「怪獣が倒れるシーン特集 by 三宅隆太」（2016年7月2日）
  - 「"この夏いちばん長い日" タマフル24時間ラジオ@ニコニコ生放送2016・プレゼンサマーウォーズ」（2016年8月20日）
  - 「これ、なんで劇場公開しなかったんですか？ 特集 by 三宅隆太」（2016年10月1日）
  - 「シネマランキング2016 放課後クラウド ①」（2016年12月24日）
  - 「タマフル２４時間ラジオ@ニコニコ生放送2017　真夏の特集祭り！今のエンタメと「心霊」の関係特集」（2017年8月19日）
  - 「あれ？ わたし、何やってるんだろう……？ 特集」（2017年11月11日）
  - 「シネマランキング2017 放課後クラウド①」（2017年12月16日）
- トーキング・ウィズ・松尾堂（NHK-FM）
  - 「怖い映画への招待状」（2023年2月5日）
- 小島慶子キラ☆キラ（TBSラジオ）
  - 「コラ☆コラ」コーナー（2010年8月4日）レギュラー・コラムニスト西寺郷太の代理として出演
- 荻上チキ –session22-（TBSラジオ）
  - 「メインセッション　怪談や都市伝説は、現代社会の何を映し出しているのか？」（2013年8月27日）
- ラジオワールド（TBSラジオ）
  - 『夜ふけの創作工房　ママとパパのための「はじめてのおはなしづくり」講座』！ （2015年4月12日）
- サタデースペシャル（TBSラジオ）
  - 『さらに広がる AudioMovie® の世界』（2021年4月3日）
- カフェ・ラ・テ（ラジオ日本）
  - 「若松プロ助監督時代〜デビュー＆キャリアアップまでの道のりを訊く」（2015年10月3日）
  - 「心霊映画を中心とした作品作りに込める想いを訊く」（2015年10月10日）
- ジェーン・スー 生活は踊る（TBSラジオ）
  - 「スーさん、コレいいよ！」コーナー「ブルボンは定番だけじゃない！新作もチェックするといいよ！」（2016年7月1日）
  - 「スーさん、コレいいよ！」コーナー「入浴剤を買うときは、成分に注目するといいよ！」（2017年1月13日）
  - 「スーさん、コレいいよ！」コーナー「プレゼンテーションが苦手な人は、話す内容よりも、まずは聞く人のことを考えるといいよ！」（2018年1月16日）
- J-WAVE TOKYO MORNING RADIO（J-WAVE)
  - 「MORNING INSIGHT　スクリプトドクターのお仕事とは？」（2016年9月6日）
- BOOK BAR（J-WAVE）
  - 「ブックスタンド」コーナー　推薦図書#1……『私はいかにしてハリウッドで100本の映画をつくり、しかも10セントも損をしなかったか 〜ロジャー・コーマン自伝〜』（2017年5月13日）
  - 「ブックスタンド」コーナー　推薦図書#2……『マスターズ・オブ・ライト 〜アメリカン・シネマの撮影監督たち〜』（2017年5月20日）
  - 「ブックスタンド」コーナー　推薦図書#3……『マイケル・ケイン 映画の演技 〜映画を作る時の俳優の役割〜』（2017年5月27日）
- 高橋みなみの「これから、何する？」（TOKYO FM）
  - 「ベスト3先生」コーナー「相手に思いを伝える3つのコツ」（2018年1月25日）
- MID Feeling Good Times（MID-FM761）（2011年7月11日）
- Majiraji！ weekend（大阪Yes-FM）（2011年8月12日）
- ミッドナイト東海21（東海ラジオ）（2011年8月18日）